# 温泉津駅
温泉津駅（ゆのつえき）は、島根県大田市温泉津町小浜にある、西日本旅客鉄道（JR西日本）山陰本線の駅である。難読駅名として知られている。
世界遺産「石見銀山遺跡とその文化的景観」の内に登録されている温泉津温泉への玄関口の駅である。事務管コードは▲640754。

## 歴史

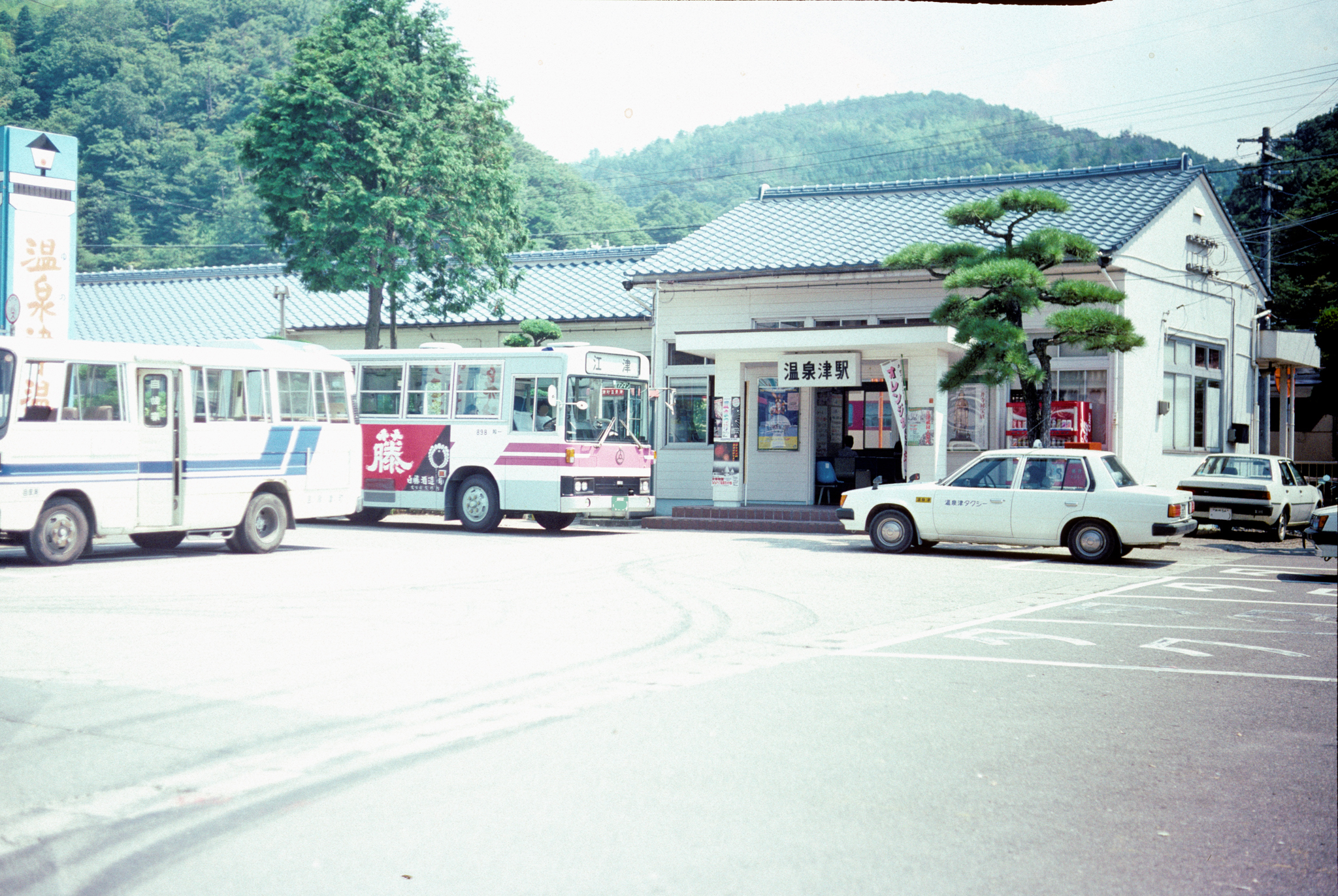
旧駅舎（1990年頃）

- 1918年（大正7年）11月25日：鉄道院山陰本線の仁万駅 - 浅利駅間延伸時に開設[1]。客貨取扱開始[1]。
- 1973年（昭和48年）6月15日：貨物取扱廃止[1]。
- 1985年（昭和60年）3月14日：荷物扱い廃止[1]。
- 1987年（昭和62年）4月1日：国鉄分割民営化に伴い、西日本旅客鉄道（JR西日本）の駅となる[1]。
- 2004年（平成16年）7月1日：新駅舎完成、出札業務をJA石見銀山（現・JAしまね）に委託。
- 2022年（令和4年）3月31日：JAしまね温泉津支店における切符販売終了[3]。翌日から無人駅化。

## 駅構造
島式ホーム1面2線を有する列車交換可能な地上駅。駅舎は線路から見て海側益田寄りにあり、両ホームは構内踏切で連絡している。上下線共に両方向の進入・発車に対応している（昭和58年7月豪雨では当駅で折返し）が、1線スルーにはなっていない。
浜田鉄道部管理の無人駅。駅舎はJAしまね温泉津支店との合築で、以前はそのJAに出札業務が委託されていた。

### のりば
| のりば | 路線     | 方向 | 行先             |
| ------ | -------- | ---- | ---------------- |
| 1      | 山陰本線 | 上り | 出雲市・松江方面 |
| 2      | 山陰本線 | 下り | 浜田・益田方面   |

- 2017年3月時点でホームにのりば番号標が整備されており、列車運転指令上の番線番号同様駅舎側（上り）を1番のりばとしている。

## 利用状況
2022年度の1日平均乗車人員は29人である。2004年度は132人、1994年度は255人、1984年度は430人だった。
近年の1日平均乗車人員の推移は以下の通り。
| 乗車人員推移 | 乗車人員推移 |
| 年度         | 1日平均人数  |
| ------------ | ------------ |
| 1999         | 178          |
| 2000         | 178          |
| 2001         | 158          |
| 2002         | 149          |
| 2003         | 149          |
| 2004         | 132          |
| 2005         | 131          |
| 2006         | 125          |
| 2007         | 121          |
| 2008         | 120          |
| 2009         | 98           |
| 2010         | 95           |
| 2011         | 100          |
| 2012         | 97           |
| 2013         | 89           |
| 2014         | 57           |
| 2015         | 58           |
| 2016         | 51           |
| 2017         | 51           |
| 2018         | 49           |
| 2019         | 50           |
| 2020         | 38           |
| 2021         | 39           |
| 2022         | 29           |

## 駅周辺

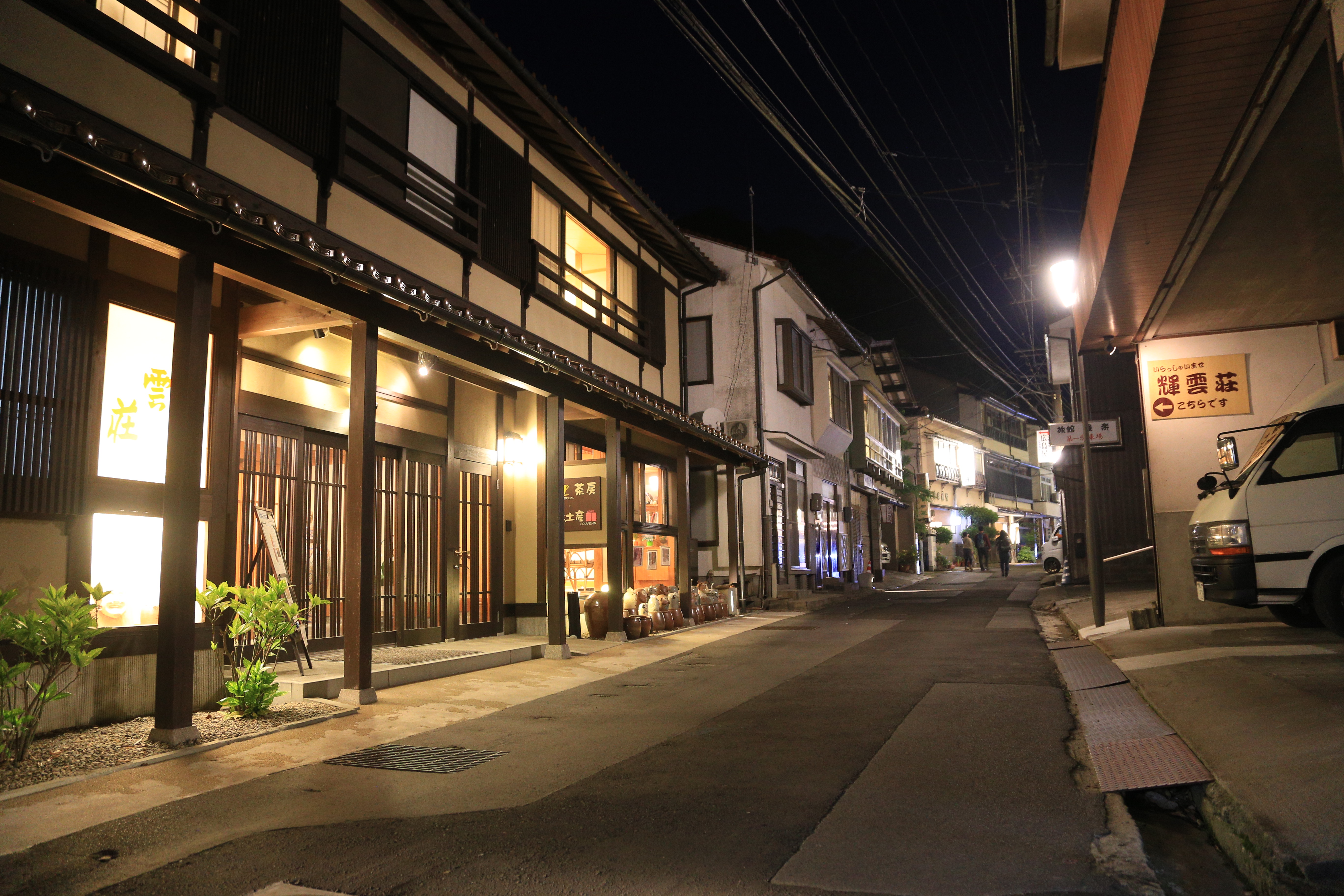
温泉津温泉の夜景

駅は湾奥にある集落の山手方の端にある。小浜温泉や造り酒屋は駅西側にあり、そこから温泉津湾に沿って進むと温泉津温泉の観光案内所に至る。その付近には沖泊と温泉津温泉への分岐路があるが、沖泊は駅からやや離れた所にある。
- 温泉津温泉（徒歩15分）
- 温泉津観光案内所（ゆう・ゆう館）
- 温泉津郵便局
- 山陰合同銀行
- 温泉津タクシー
- 大田市役所温泉津支所（旧温泉津町役場）
- 温泉津やきものの里・やきもの館
- 小浜温泉
- 若林酒造 - 造り酒屋
- 国道9号
- 島根県道202号温泉津停車場線
- 島根県道236号温泉津港線

## バス路線
「温泉津駅前」停留所より、以下の路線バスやコミュニティバスが発着する。
- 石見交通
  - 周布江津線：温泉津温泉 / 周布 ※1日1往復の運行
  - 大田江津線：大田市立病院前 / 道の駅サンピコ・済生会江津病院
- 大田市生活バス
  - 温泉津線：上町・松山団地

## 隣の駅
※特急「スーパーまつかぜ」・「スーパーおき」（計3往復が停車）の隣の停車駅は各列車記事を参照のこと。
西日本旅客鉄道（JR西日本）
 山陰本線
湯里駅 - 温泉津駅 - 石見福光駅

#### 統計資料
1. ↑  “島根県統計書”. しまね統計情報データベース.   島根県政策企画局. 2025年2月4日閲覧。